# Pabellón Ciutat de Castelló
El Pabellón Municipal Ciudad de Castellón (en valenciano: Ciutat de Castelló) es un pabellón polideportivo de la ciudad de Castellón (España). Se encuentra en la zona sudeste de la ciudad y es el lugar donde juega el CFS Bisontes Castellón y Amics del Bàsquet Castelló. También alberga las instalaciones para el Club de Boxeo "La Unión" con más de 100 años de historia.

## Historia
El Pabellón fue finalizado en el año 1992 e inaugurado  en  marzo  de  1993 por el CFS Bisontes Castellón.

## Instalaciones
Cuenta con instalaciones adecuadas para el desarrollo de competiciones de alto nivel. En su interior podemos encontrarla pista polideportiva principal, una Sala de Prensa, Gimnasio funcional, Rocódromo, Sala con ring y sacos de boxeo del club "La Unión", Vestuarios con duchas, Sala de Enfermería, Sala Antidopping, Sala Vip, Palco de Autoridades, 8 cabinas de radio, Zona para Prensa, Zona para Televisión, 4 Salidas de Emergencia Pabellón, 2 Bar-Cafeterías, varios servicios repartidos por el pabellón y Tienda del Club. Dipone de Accesos a minusválidos, aparcamiento privado, parada de Línea Bus Urbano y amplias zonas ajardinadas así como grandes accesos al pabellón.

## Eventos
Ha albergado como eventos importantes: 
- Copa de España de fútbol sala en los años 1994 y 1996.
- La Final de Copa del Rey de Balonmano en el año 1997.
- Competiciones europeas de la UEFA Futsal Cup en 2001, 2002 y 2003.
- Amistoso de la selección española de baloncesto ante la República Checa en partido de preparación para el Eurobasket de Madrid en 2007.
- Campeonato de España de Trial Indoor.
- Campeonato de España de Conjuntos Gimnasia Rítmica 2012.
- Estrella Damm Castellón Open del circuito World Padel Tour del 9 al 13 de julio de 2014.
- Triple Campeonato de España de Gimnasia Rítmica del 21 al 23 de noviembre de 2014 (Campeonato Base, del Campeonato Masculino y de la Copa por Conjuntos absoluta).
- Fase final de la XXXVI Copa de S.M. la Reina de Balonmano en 2014-15.
- Sede de los grupos C, G y II del Campeonato Mundial de Balonmano Femenino de 2021

- Datos: Q6055612
- Multimedia: Pavelló Ciutat de Castelló / Q6055612